# Nicole Sarkis
Pour les articles homonymes, voir Sarkis.
Nicole Sarkis, née le 10 septembre 1955, est une karatéka française, spécialiste du kata.

## Carrière
Elle est médaillée de bronze en kata individuel aux Championnats d'Europe de karaté 1983. Elle est aussi 4 fois championne de France de kata (1979, 1980, 1981 et 1983).